# 戴章甫 (嘉靖進士)
戴章甫（1508年—？），字元禮，直隸徽州府休寧縣上溪口人，民籍，明朝政治人物。

## 生平
嘉靖十六年（1537年）丁酉科應天府鄉試第三十名舉人。嘉靖二十年（1541年）中式辛丑科會試第七十二名，登第二甲第二十五名進士。官户部主事，督宣府粮饷，继管太仓银库，因鞭打胥吏，户部尚書發怒，因不允告休。晨夜逐典唱筹文書，至废寝食，遂成疾病，医生误開方脉，病益亟，官署寝室舊有宦寺床，命從者撤之，曰：吾得正面毙焉。与家人诀别，以未能报酬君父恩为恨，言畢而逝。吏部郎海盐鄭曉、同年浮梁曹天宪皆以文章哭悼，辞有“春藻秋霜，白贲黄裳。自許齊古人，共誓肩綱常”之语。

## 家族
曾祖戴克明；祖父戴叔臻；父戴廷清，母吳氏。具庆下。